# بيرلا حلو
بيرلا حلو هي حاملة لقب ملكة جمال لبنان لعام 2017. مثلت بلادها لبنان في مسابقة ملكة جمال العالم عام 2017 و حلت ضمن ال40 الأوائل.

## وصلات خارجية
- بيرلا حلو على موقع قاعدة بيانات الأفلام العربية